# Běloruská pahorkatina
Běloruská pahorkatina nebo také Běloruské vrchy (bělorusky Беларуская града [Bielaruskaja hrada], rusky Белорусская гряда [Belorusskaja grjada]) je pahorkatina Východoevropské roviny. Pahorkatina se rozkládá na severovýchodě Hrodenské oblasti, v centrální části Minské oblasti a na jihu Vitebské oblasti v Bělorusku.
Táhne se od severozápadu k jihovýchodu, na severovýchodě dosahuje více než 350 km, od severu k jihu se pohybuje mezi 20 a 120 km. Pahorkatina se rozkládá na území o rozloze 13 tis. km². Běloruská pahorkatina se dělí z geomorfologického hlediska na Ašmjanskou vysočinu, Minskou vysočinu a Aršanskou vysočinu. Průměrná nadmořská výška se obvykle pohybuje v rozmezí 200–250 m n. m. Na území Běloruské pahorkatiny se nachází nejvyšší bod Běloruska, Dzjaržynskaja hara se svými 345 metry.

## Hydrografie
Běloruská pahorkatina je předělem mezi povodím Baltského a Černého moře. Oblastí protékají řeky povodí Dněpru (Svislač, Hajna, Bobr, horní toky Pcič a Druc) a Němenu (Neris, Západní Berezina, Islač, Sula, Vusa). Na území Běloruské pahorkatiny se nachází unikátní systém říčních kanálů, který je známý pod názvem Vilejsko-Minský vodní systém. Na řece Svislač se nachází mnoho vodní děl jako Zaslaŭská přehrada, Krynica, Drazdy. Na řece Vjača se leží stejnojmenná přehrada. Řeka Pcič disponuje přehradou Voŭčkavickaje.